# Michel Preud’homme
Michel Jean Georges Ghislain Preud'homme (* 24. Januar 1959 in Ougrée) ist ein ehemaliger belgischer Fußballspieler und -trainer. Von Juni 2020 bis Juni 2021 war er Vize-Präsident beim belgischen Erstligisten Standard Lüttich.

## Karriere als Spieler

### Verein
Zu seiner Zeit als Profi spielte Preud'homme auf der Position des Torwarts. Dabei begann er seine Karriere 1977 beim belgischen Klub Standard Lüttich. Zur Saison 1981/82 feierte er mit der Mannschaft den Gewinn der belgischen Meisterschaft. Dieser Titel wurde in der Folgespielzeit verteidigt. Bereits 1981 gewann Preud´homme den ersten Titel seiner Karriere. Im Spiel um den Belgischen Supercup setzte sich die Mannschaft mit 3:1 nach Elfmeterschießen gegen den RSC Anderlecht durch. Kurz zuvor setzte man sich im Endspiel des nationalen Pokals mit 4:0 gegen den SC Lokeren durch. Durch diesen Triumph war das Team berechtigt, zur Saison 1981/82 am Europapokal der Pokalsieger teilzunehmen. Dabei schaffte man es bis in das Finale gegen den FC Barcelona. Nach einer 1:0-Führung musste der Klub die Partie aber noch mit 1:2 verloren geben. 1982, nach dem Endspiel, wurde Preud'homme wegen einer Bestechungsaffäre für drei Jahre vom belgischen Fußballverband gesperrt. Nach fast zehn Jahren wechselte der Torhüter 1986 zu Ligakonkurrent KV Mechelen. Wie schon in Lüttich, spielte Preud'homme auch hier sehr erfolgreich. Gleich im ersten Jahr nach dem Wechsel gewann der Klub den belgischen Pokal und in der Folgesaison erreichte Preud'homme mit seiner Mannschaft zum zweiten Mal das Finale um den Europapokal der Pokalsieger. Dabei stand man dem niederländischen Klub Ajax Amsterdam gegenüber. Durch ein Tor von Piet Den Boer kurz nach der Halbzeit konnte die Begegnung 1:0 gewonnen werden. Dies sollte der größte Erfolg auf internationaler Ebene für Preud'homme werden. Kurz darauf gewann die Mechelener Mannschaft auch noch den UEFA Super Cup gegen die PSV Eindhoven. In der Folgesaison konnte er nochmal die belgische Meisterschaft gewinnen.
Im Sommer 1994 zog es Preud'homme für seine letzte Profistation ins Ausland. Dort unterzeichnete er beim portugiesischen Klub Benfica Lissabon einen neuen Vertrag. 1996 gewann er mit Benfica den portugiesischen Pokalwettbewerb.
1987 und 1989 wurde er in Belgien zum Fußballer des Jahres gewählt.

### Nationalmannschaft
Preud'homme nahm als Nummer 1 mit der belgischen Nationalmannschaft an den Weltmeisterschaften 1990 und 1994 teil. Bei dem Turnier 1994 wurde er zum besten Torhüter der WM und im selben Jahr zum IFFHS-Welttorhüter des Jahres gewählt. Bereits 1989 erhielt er eine Auszeichnung als zweitbester Torhüter der Welt hinter Walter Zenga. Für sein erstes großes Turnier wurde Preud'homme bereits 1980 nominiert, als ihn Trainer Guy Thys in den Kader für die Europameisterschaft berief. Damals war er hinter den älteren Theo Custers und Jean-Marie Pfaff aber nur dritter Torwart. Sein letztes Spiel für die roten Teufel absolvierte Preud'homme im Achtelfinale der WM 1994 bei der 2:3-Niederlage gegen Deutschland.

## Karriere als Trainer
Später wurde Preud'homme Fußballtrainer. Nach seiner Tätigkeit bei Standard Lüttich wechselte er auf den Posten des Sportdirektors. Im August 2006 wurde er als Nachfolger des an Herzproblemen leidenden Kroaten Tomislav Ivić wieder Trainer bei Standard. Im April 2008 gewann er mit dem Verein zum ersten Mal nach 25 Jahren wieder die Belgische Meisterschaft.
Bei der Entscheidung Preud'hommes gegen ein weiteres Engagement in Lüttich war die Laufzeit seines neuen Vertrages strittig: Während der Trainer einen Zweijahresvertrag favorisierte, wollte der Verein lieber einen Einjahreskontrakt abschließen. Seit der Saison 2008/09 war er deshalb Trainer bei der KAA Gent. Preud'homme trat dort die Nachfolge des Norwegers Trond Sollied an.
Zur Saison 2010/11 übernahm er den damaligen niederländischen Meister FC Twente, nachdem Steve McClaren zum VfL Wolfsburg gewechselt war. Er führte die Enscheder zum Pokalsieg, musste jedoch in der Eredivisie am letzten Spieltag noch Ajax Amsterdam an Twente zur Meisterschaft vorbeiziehen lassen. Er erhielt den Rinus Michels Award für den besten Trainer der Saison. Nach einer Spielzeit nahm Preud'homme ein Angebot des saudischen Erstligisten Al-Shabab an. Er führte seine Mannschaft in der Saison 2011/12 auf Anhieb zur saudischen Meisterschaft. Die zweite Saison beendete er auf dem dritten Platz.
Im September 2013 wurde Preud'homme neuer Trainer des FC Brügge. Mit Ende der Saison 2016/17 gab er diese Tätigkeit auf.
Im Juli 2018 übernahm er zum dritten Mal das Traineramt bei Standard Lüttich. Nach der Saison 2019/20 erklärte Preud'homme seinen Rücktritt als Trainer. Er blieb zunächst als Vize-Präsident bei Standard. Von diesem Amt trat er zum Ende der Saison 2020/21 zurück.

## Erfolge

### Als Spieler
Verein
- Belgische Meisterschaft mit Standard Lüttich: 1982, 1983
- Belgischer Pokal mit Standard Lüttich: 1981
- Belgischer Pokal mit KV Mechelen: 1987
- Europapokal der Pokalsieger mit KV Mechelen: 1988
- UEFA Super Cup mit KV Mechelen: 1988
- Belgische Meisterschaft mit KV Mechelen: 1989

Individuell
- Belgischer Goldener Schuh: 1987, 1989
- Belgiens Torhüter des Jahres: 1988, 1989, 1990, 1991, 1994
- IFFHS-Welttorhüter des Jahres: 1994
- Lew-Jaschin-Trophäe: 1994

### Als Trainer
- Belgischer Meister mit Standard Lüttich: 2008
- Belgischer Pokalsieger mit KAA Gent: 2010
- Niederländischer Pokalsieger mit dem FC Twente: 2011
- Niederländischer Vizemeister: 2011 mit dem FC Twente
- Niederländischer Supercupsieger: 2010 mit dem FC Twente
- Saudi-Arabischer Meister: 2012 mit Al-Shabab
- Belgischer Pokalsieger mit FC Brügge: 2015
- Belgischer Meister mit FC Brügge: 2016